# いち*ラキ
『いち＊ラキ』は、冬水社発行の少女漫画雑誌。発売日は偶数月20日（月号数の前々月）。

## 概要
2001年10月24日、前身となる二つの漫画雑誌『いちばん好き』と『Racish』の合併により創刊された。名称の由来はこの2誌の題名を合わせたものとなっている。単行本は「いち＊ラキ コミックス」レーベルにて発行。
月刊誌として創刊されて以来、毎月20日に発売されていたが、2013年4月号より隔月刊化された。
2018年6月20日発売の8月号をもって、雑誌が休刊となった。連載の続き及び新規作品は単行本で描き下ろされる。
なお、冬水社の書籍は、取次ぎを通さない直販形式で販売が行われているため、取り扱い書店が限られている。一方では、自社ホームページ上で公式通販も行われている他、オンライン書店のブープルやAmazon.com（2006年9月以降）でも取り扱いされている。

## 休刊時連載作品
- 妖王の花嫁（柿崎椋・凪桜）
- GARIYA -世界に君しかいない-（東宮千子）
- G・DEFEND（森本秀）
- 天と献上姫（戸川視友）
- 魔女と貴血の騎士（舵英里）
- MOON☪TRICK（森本秀）

## 完結した主な作品
- 赤白たまご（東宮千子）
- 海の綺士団（戸川視友）
- 王のいばら（戸川視友）
- 神サマ学園@あるめりあ（柿崎椋）
- 警視庁特犯課007（舵英里）
- 恋する宇宙（作画：上総かける、原作：東宮千子）
- 氷の魔物の物語（杉浦志保）
- 困った時には星に聞け!（あべ美幸）
- 御来訪学園へようこそ！ （柿崎椋）
- 聖ガーディアン（杉原マチコ）
- SILVER DIAMOND（杉浦志保）
- 東京ゴースト・トリップ（葉芝真己）
- HIGH&HIGH（柿崎椋）
- 八犬伝―東方八犬異聞―（あべ美幸）
- BINGO!（葉芝真己）
- レア・ジュエル（東宮千子）
- rein klar（咲真ユミ）
- 飼主は悪魔（舵英里）